# Anisodes ocularis
Anisodes ocularis är en fjärilsart som beskrevs av W. Warren 1900. Anisodes ocularis ingår i släktet Anisodes och familjen mätare. Inga underarter finns listade i Catalogue of Life.